# The Last of Us: Left Behind
The Last of Us: Left Behind – przygodowa gra akcji wyprodukowana przez Naughty Dog, wydana w 2014 roku przez Sony Computer Entertainment. Jest dodatkiem do The Last of Us, udostępnionym pierwotnie w dystrybucji cyfrowej. Fabuła osadzona jest w postapokaliptycznym świecie i przedstawia dwa wątki: pierwszy rozgrywa się trzy tygodnie przed wydarzeniami z The Last of Us i opowiada o Ellie, która spędza czas ze swoją przyjaciółką Riley. Drugi rozgrywa się w trakcie gry, kiedy Ellie poszukuje leków dla ciężko rannego Joela, wspominając czas spędzony z Riley.
Left Behind jest grą z perspektywą trzeciej osoby; gracz może używać broni palnej, improwizowanej albo skradać się, żeby zabić bądź ominąć przeciwników – tak ludzi, jak i stworzenia zainfekowane Cordycepsem. „Tryb nasłuchiwania”, stanowiący odzwierciedlenie wytężonego nasłuchiwania i świadomości otoczenia, pozwala wykryć przeciwników i podświetlić ich zarysy. W grze obecny jest system wytwarzania przedmiotów i ulepszania broni. Światowa premiera dodatku na PlayStation 3 odbyła się 14 lutego 2014; 12 maja 2015 udostępniony został jako samodzielna produkcja na PlayStation 3 i PlayStation 4. Stanowi także część pakietu ulepszonych wersji gry: Remastered (2014) i Part I (2022).
Ze względu na ogromny sukces The Last of Us, Left Behind było bardzo wyczekiwanym dodatkiem. Po premierze został on pozytywnie oceniony przez krytyków, chwalących przede wszystkim fabułę, charakteryzację oraz sposób, w jaki przedstawiono postacie kobiece i nieheteronormatywne; część krytyków uznała pocałunek Ellie i Riley za „przełomowy moment” w historii gier komputerowych. Z pewną krytyką spotkały się sceny walki pod koniec dodatku, przez niektórych uznane za „nienaturalne” i „wciśnięte na siłę”. Podobnie jak podstawowa wersja gry, Left Behind otrzymało kilka nagród i nominacji.

## Rozgrywka
Rozgrywka w Left Behind jest niemalże niezmieniona względem The Last of Us. Dodatek jest grą z perspektywą trzeciej osoby, w którym postać może korzystać z broni palnej, chować się za osłonami i walczyć wręcz. Nowością wprowadzoną w rozgrywce jest możliwość zwabienia zarażonych w pobliże wrogo nastawionych ludzi. Jeżeli postać rzuci przedmiotem w odpowiednie miejsce, zarażeni zaatakują wrogów, dając graczowi przewagę taktyczną i pozwalając Ellie uciec bądź zmniejszyć liczbę przeciwników, z jakimi będzie musiała walczyć. W retrospekcjach Ellie bawi się w centrum handlowym, mogąc np. skorzystać z karuzeli, budki fotograficznej, jak również odwiedzić salon gier czy wziąć udział w bitwie na pistolety na wodę. Wszystkie te czynności są do pewnego stopnia interaktywne, np. w budce można zrobić inne pozy albo miny, w salonie zagrać na automacie.

## Fabuła
Źródło: Push Square, Inverse
Po zasadzce, wskutek której Joel (Troy Baker) zostaje poważnie ranny, Ellie (Ashley Johnson) przeszukuje opuszczone centrum handlowe gdzieś w Kolorado, żeby znaleźć leki i zaopatrzenie medyczne. We wraku śmigłowa, który rozbił się o budynek, znajduje apteczkę pierwszej pomocy. W drodze powrotnej mierzy się z zarażonymi i członkami wrogiej grupy, która doprowadziła do zranienia Joela. Udaje jej się wywalczyć drogę z powrotem, opatrzyć rany opiekuna i zabrać go do bezpiecznej kryjówki, w której będą mogli przeczekać zimę.
Przemierzając centrum handlowe, Ellie wspomina wydarzenia sprzed kilku miesięcy, kiedy w bostońskiej wojskowej szkole z internatem odwiedziła ją Riley Abel (Yaani King). Dziewczyna kilka tygodni wcześniej uciekła ze szkoły i dołączyła do Świetlików – paramilitarnej organizacji uznawanej za wywrotową. Namawia Ellie na wycieczkę do opuszczonego centrum handlowego, gdzie spędzają czas na zabawach. W pewnym momencie Riley wyjawia, że nazajutrz Świetliki wysyłają ją do innego miasta, ale złamała ich zasady, żeby po raz ostatni spotkać się z Ellie. Chociaż pierwotnie prowadzi to do sprzeczki, Ellie ostatecznie wspiera decyzję koleżanki, wiedząc, że ta od dawna tego chciała. Przed rozstaniem puszczają muzykę z systemu nagłośnieniowego sklepu i zaczynają tańczyć. Ellie prosi Riley, żeby nie wyjeżdżała; ta zgadza się i oddaje jej swój medalion świetlika, a następnie całują się. Głośna muzyka wabi zarażonych; chociaż udaje im się uciec, obie zostają ugryzione. Przez chwilę rozważają popełnienie samobójstwa, żeby uniknąć przemiany, koniec końców postanawiają jednak spędzić razem ostatnie godziny, jakie im zostały. Riley ostatecznie przemienia się, a Ellie odkrywa, że jest odporna na zarazę.

## Produkcja

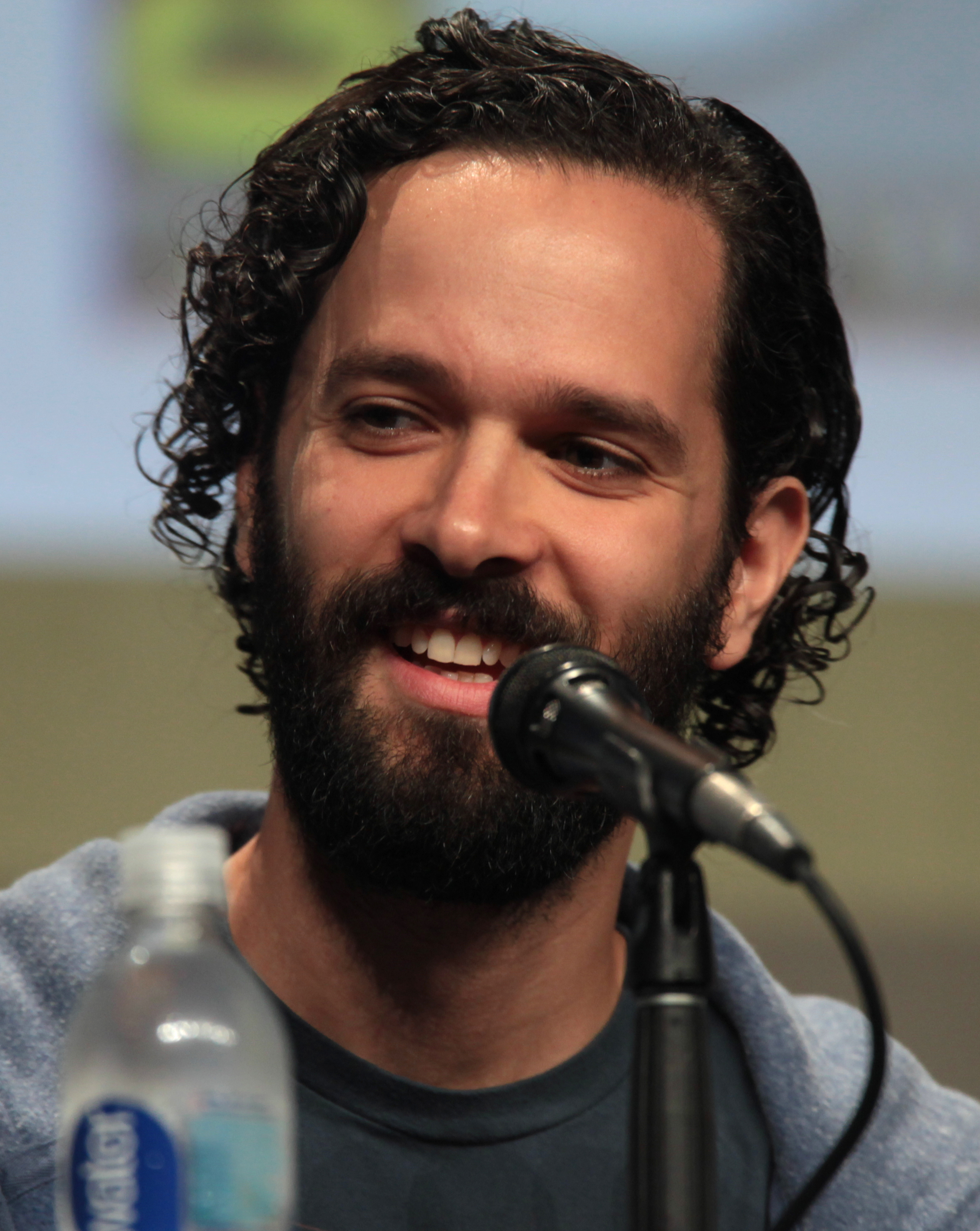
Neil Druckmann pełnił funkcję scenarzysty i dyrektora kreatywnego zarówno The Last of Us, jak i Left Behind.

Naughty Dog rozpoczęło prace nad Left Behind po premierze The Last of Us (czerwiec 2013), w składzie o połowę mniejszym niż ten pracujący nad podstawową wersją gry. Po podjęciu decyzji o stworzeniu dodatku do kampanii jednoosobowej twórcy natychmiast zdecydowali, że jego bohaterką będzie Ellie. Uzasadniono to zainteresowaniem graczy, chcących wiedzieć, jak wyglądało życie tej postaci przed wydarzeniami z gry; szczególnie dużo pytań budziła jej relacja z Riley, o której Ellie wspomina w finałowej scenie The Last of Us. Część graczy chciała również wiedzieć, co wydarzyło się pomiędzy aktami „Jesień” a „Zima”, kiedy Ellie opiekowała się rannym Joelem. Doprowadziło to do połączenia ze sobą tych dwóch wątków, co zdaniem twórców pomogło nadać historii odpowiednie tempo. Reżyser Bruce Straley stwierdził, że jego zdaniem dobra historia sama w sobie usprawiedliwiała stworzenie Left Behind.

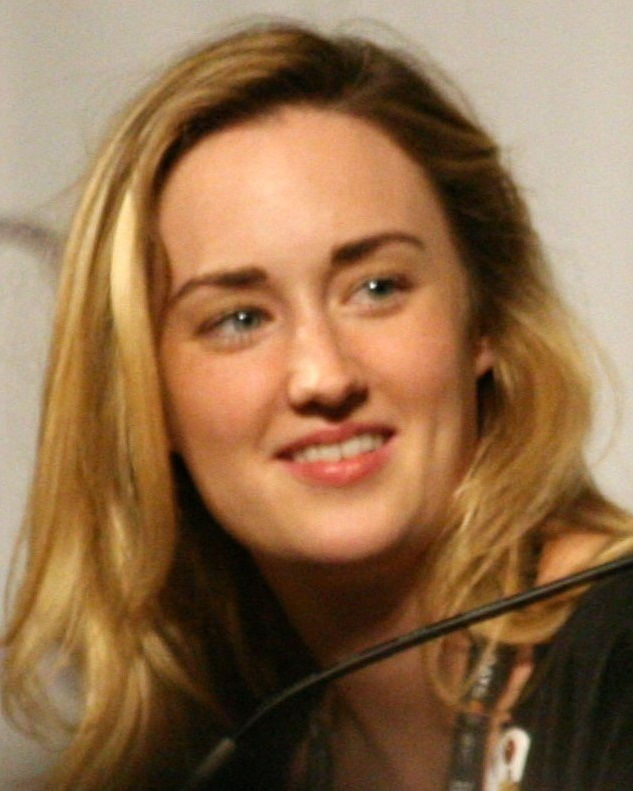
Ashley Johnson ponownie wcieliła się w Ellie, powtarzając rolę zagraną w The Last of Us.

Scenariusz Left Behind koncentruje się na relacji Ellie i Riley, przedstawiając wydarzenia, które ukształtowały osobowość i charakter tej pierwszej. Riley po raz pierwszy pojawiła się w komiksie The Last of Us: American Dreams, do którego scenariusz napisał Neil Druckmann. Komiks został wykorzystany jako punkt odniesienia podczas prac nad scenariuszem do dodatku, a zespołowi szczególnie zależało na tym, żeby rozwinąć wątek związku dziewczyn. Druckmann przyznał, że Left Behind prawdopodobnie nigdy by nie powstało, gdyby nie napisał wcześniej American Dreams. Jego zdaniem w relacji Joela i Ellie w The Last of Us znaczącymi motywami są przetrwanie, lojalność i miłość, a związek Ellie i Riley opiera się na podobnych pryncypiach. Według Straleya w obu przypadkach wspólnymi cechami są miłość, strata i oddanie, zaś obie gry opowiadają o tym, jak daleko ktoś może się posunąć, żeby chronić ukochanych. Ashley Johnson powtórzyła rolę Ellie, a jako Riley obsadzono Yaani King. Johnson przyznała, że ciekawym doświadczeniem było zagranie z kimś innym, a King od razu weszła w rolę. King była onieśmielona udziałem w tak dużym projekcie, nie wiedząc, czy „się wpasuje”. Zespół uznał możliwość opowiedzenia historii Riley za interesującą, ponieważ osoby grające w The Last of Us wiedziały już, że miała ona znaczący wpływ na Ellie. W Left Behind przedstawiono, jak zachowanie Riley zmienia Ellie, która zaczyna bardziej koncentrować się na tym, żeby ratować tych, na których jej zależy. Twórcy chcieli także przedstawić zachowanie Ellie w obecności Riley, przez co jest ona znacznie bardziej radosna. Zespół rozważał możliwość, żeby nie pokazywać pocałunku, pomysł ten jednak porzucono, stwierdzając, że jest on niezbędny do opowiedzenia historii, a dodatkowo wzmacnia relację obu dziewczyn. Początkowo Druckmann uważał, że Riley jest tylko osobą, na której działania czy sugestie Ellie jest podatna; w pewnym momencie zaczął rozważać, czy nie uczynić ich relacji romantyczną, a następnie rozwinął ten pomysł.
Podczas prac nad The Last of Us Druckmann miał ogólny zarys wydarzeń, które ukształtowały Ellie, a pisząc scenariusz do Left Behind uznał, że wpasowują się one w opowiadaną historię. Przyznał, że ponieważ w The Last of Us nie zdradzono przyczyn sprzeczki Ellie z Riley, o której ta pierwsza opowiada pod koniec gry, gracze mogli snuć własne domysły. Twórcy stwierdzili, że niektóre fragmenty gry były szczególnie interesujące, jako przykłady wymieniając te, w których pojawiają się odniesienia do Facebooka czy Halloween – rzeczy dziewczynom nieznanych.
Podczas produkcji Left Behind twórcy mogli przetestować mechaniki i pomysły, na które zabrakło czasu przy właściwej grze. Dodano możliwość skupienia uwagi zarażonych na wrogich ludziach, przez co obie grupy zaczynają ze sobą walczyć, dzięki czemu gracz może łatwiej prześliznąć się obok nich. Rozgrywka znacznie bardziej niż na walce koncentruje się na postaciach, co pozwala odbiorcom lepiej je poznać. Część scen stworzono w celu skontrastowania ich z innymi przeżyciami Ellie, np. walka na pistolety wodne stanowi kontrast dla walki na broń palną z wrogami. Twórcy przyznali, że tworzenie niektórych mechanik rozgrywki było szczególnie trudne ze względu na znacznie mniejszą liczbę walk. Innym wyzwaniem były animacje halloweenowych masek zakładanych przez dziewczyny, co wiązało się z koniecznością animowania wielu łączeń; animacje zmieniano wielokrotnie, zanim uzyskano zadowalający efekt.
The Last of Us: Left Behind wydano 14 lutego 2014 jako zawartość do pobrania do The Last of Us na PlayStation 3. Następnie zostało udostępnione w pakiecie z The Last of Us: Remastered, odświeżoną wersją gry na PlayStation 4 (premiera 29 lipca 2014). Jako samodzielna gra trafiła do PlayStation Store 12 maja 2015. Remake oryginalnej gry, The Last of Us Part I, wydany na PlayStation 5 2 września 2022, zawiera w pakiecie także odnowioną wersję Left Behind.

## Odbiór
Według agregatora recenzji Metacritic The Last of Us: Left Behind spotkało się z „ogólnie pozytywnym przyjęciem” ze strony krytyków. Chwalili oni rozwój postaci, historię, rozgrywkę, walkę oraz przedstawienie postaci kobiecych i nieheteronormatywnych.
Tom McShea z GameSpotu uznał fabułę za „odkrywczą”, a Colin Moriarty z IGN-u za jedną z najbardziej wyróżniających cech dodatku. Matt Helgeson z „Game Informera” stwierdził, że scenariusz „błyszczy”, na co znaczący wpływ ma rozwój postaci. Według Henry’ego Gilberta z GamesRadaru historia była „momentami pełna napięcia, tragiczna, zabawna, a nawet wzruszająca”. Samit Sarkar z Polygonu napisał, że Left Behind „jest tragiczną historią poboczną”, ale „znacznie bardziej imponującą”, kiedy traktuje się ją jako samodzielną produkcję, nierozpatrywaną przez pryzmat podstawowej wersji gry. Nick Cowen z „Computer and Video Games”, ze względu na brak nowości dotyczących postaci Ellie, uznał fabułę za „mniej satysfakcjonującą” niż ta oferowana przez The Last of Us, w ogólnym rozrachunku jednak za „pełną akcji i przyjemną”.
Z uznaniem spotkały się postacie, przede wszystkim relacja Ellie i Riley. Philip Kollar z Polygonu docenił, że w Left Behind przedstawiono realistyczne postacie kobiece, dodając, że „nie są w żadnym razie stereotypowe”, zaś McShea przyznał, że zobaczenie, jak Ellie zachowuje się w obecności Riley, pozwoliło jeszcze bardziej polubić mu tę postać. Helgesonowi spodobała się Riley, która w jego opinii „wnosiła ten sam poziom emocjonalnej głębi i subtelności”, co inne postacie. Tim Martin z „The Daily Telegraph” chwalił „wzajemne oddziaływanie” na siebie dziewczyn, a według Stace’a Harmana z Eurogamera wydarzenia przedstawione w dodatku pozwalają lepiej zrozumieć relację Ellie z Joelem. Chwalono także grę aktorską, która według Moriarty’ego i Kirka Hamiltona z Kotaku przyczyniła się znacząco do pozytywnego odbioru produkcji.
Left Behind oceniono pozytywnie także ze względu na sposób, w jaki przedstawiono postacie nieheteronormatywne. Hamilton stwierdził, że pocałunek Ellie i Riley to „jeden z przełomowych momentów w historii gier komputerowych” i „wielkie wydarzenie”. Keza MacDonald z IGN-u napisała, że pocałunek był „tak piękny, naturalny i zabawny, że aż wprawił ją w osłupienie”. Zdaniem Edwarda Smitha z International Business Times był to „pierwszy przykład zbliżenia w grach komputerowych, który naprawdę miał jakieś znaczenie”, stanowiąc wyraz „zarówno odkrywanej przez dziewczyny seksualności, jak i ich przyjaźni”. Według organizacji non-profit Advocates for Youth scena pocałunku krytykowana była przez część graczy.
Harman zauważył, że umiejętne połączenie rozgrywki i fabuły dodaje całości „zróżnicowania i dynamizmu”. Helgeson docenił możliwość zwracania przeciwko sobie zarażonych i wrogo nastawionych wobec Ellie ludzi, uznając takie etapy za „angażujące”, zaś Martin umiejętne rozplanowanie scen walki. Część krytyków wyraziła się jednak negatywnie o końcówce dodatku, w której gracz zmuszany jest do zabicia znacznej liczby wrogów; McShea uznał tak nagłą zmianę za „nienaturalną”, a Moriarty za „wciśniętą na siłę”. Eric L. Patterson z „Electronic Gaming Monthly” uznał, że gracze poczują się „zawiedzeni”, jeżeli w Left Behind grają „bardziej dla rozgrywki niż dla fabuły”.
Wielu krytyków chwaliło świat przedstawiony oraz jego projekt. Kollar uznał zaprezentowane w grze miejsca za „piękne”, a Harman chwalił projekt poziomów i wygląd miejsc. Moriarty’emu spodobał się pomysł osadzenia fabuły w centrum handlowym – miejscu, które w „prawdziwym postapokaliptycznym świecie” również mogłoby zdać egzamin. McShea uznał, że dzięki naciskowi położonemu na eksplorację „dobrze zaprojektowany świat gry może oddychać”, zaś Martin zauważył, że drobna budowa Ellie pozwala na „szybsze i cichsze” przemieszczanie się.

### Nagrody i wyróżnienia
The Last of Us: Left Behind otrzymało liczne wyróżnienia i nominacje od publikacji i organizacji związanych z grami komputerowymi. GameSpot uznał dodatek za grę lutego 2014. W agregatorze recenzji GameRankings Left Behind było najwyżej ocenianą grą na PlayStation 3 w 2014, a w Metacritic – trzecią. GameSpot nominował produkcję do miana gry roku, uznał ją również za najlepszą grę roku na PS3. Left Behind otrzymało SXSW Gaming Award dla najlepszego dodatku oraz wyróżnienie w analogicznej kategorii od serwisu Hardcore Gamer. Fabuła została nagrodzona BAFT-ą i nagrodą Amerykańskiej Gildii Scenarzystów, wyróżniono ją także w plebiscycie australijskiego IGN-u; ten sam portal uznał zakończenie za najbardziej zapadający w pamięć moment 2014. Ellie została uznana za najlepszą postać podczas gali SXSW Gaming Awards, zaś Johnson za swój występ otrzymała BAFT-ę. Gra doceniona została również za innowacyjność – w tej kategorii otrzymała The Game Award i Matthew Crump Cultural Innovation Award.
| Nagroda / organizacja           | Rok  | Kategoria                               | Nominowani                  | Wynik     |
| ------------------------------- | ---- | --------------------------------------- | --------------------------- | --------- |
| Golden Joystick Awards          | 2014 | Najlepsza fabuła                        | The Last of Us: Left Behind | wygrana   |
| Golden Joystick Awards          | 2014 | Najlepsza scena                         | Pocałunek Ellie i Riley     | wygrana   |
| The Game Awards                 | 2014 | Gra społecznie zaangażowana             | The Last of Us: Left Behind | nominacja |
| Amerykańska Gildia Scenarzystów | 2015 | Najlepszy scenariusz gry komputerowej   | The Last of Us: Left Behind | wygrana   |
| BAFTA Games Awards              | 2015 | Występ                                  | Ashley Johnson jako Ellie   | wygrana   |
| BAFTA Games Awards              | 2015 | Fabuła                                  | The Last of Us: Left Behind | wygrana   |
| SXSW Gaming Awards              | 2015 | Najlepsza zawartość dodatkowa           | The Last of Us: Left Behind | wygrana   |
| SXSW Gaming Awards              | 2015 | Najlepsza postać                        | Ellie                       | wygrana   |
| SXSW Gaming Awards              | 2015 | Matthew Crump Cultural Innovation Award | The Last of Us: Left Behind | nominacja |